# Maisoon Al Saleh
Maisoon Al Saleh (Dubai, 1988) è un'artista emiratina che lavora a Dubai. Il suo stile artistico è surrealista influenzato dalla cultura moderna e tradizionale degli Emirati. I suoi dipinti raffigurano spesso scheletri di umani e animali.

## Biografia
Al Saleh è nata nel 1988 a Dubai, dove la sua famiglia viveva in una casa vicino a Sheikh Zayed Road. All'età di 8 anni, ha iniziato a dipingere sulla tela con colori a olio con l'aiuto di sua zia, artista anche lei. Si è laureata in Interior design alla Zayed University nel gennaio 2010.
Ha iniziato a dipingere immagini di ossa e scheletri all'età di 16 anni dopo essersi fatta fare una radiografia alla schiena durante un controllo medico. Al Saleh utilizza varie tecniche che includono acrilico su tela, tecnica mista per installazioni e fibra di vetro e tecnica mista per le sue sculture.

## Carriera
Al Saleh ha iniziato la sua carriera come artista nel 2008. Nel 2009, ha collaborato con Emirati Expressions: Art from the Heart of the Emirates alla Emirates Palace's Gallery One. La sua prima mostra personale si è tenuta nell'estate del 2010 presso il Maraya Art Center di Sharjah. La sua seconda mostra personale è stata intitolata The Bright Side of the Bones e si è tenuta al Dubai Community Theatre and Arts Centre's Gallery of Light nel 2011. Nello stesso anno Time Out Dubai ha incluso Al Saleh in un elenco de "I 10 migliori artisti di Dubai".
Al di fuori degli Emirati Arabi Uniti, le opere di Al Saleh sono state esposte nel Museo macedone di Arte Contemporanea, nel Palazzo Te, nel Centro Cultural Caja Granada in Spagna e in numerose esposizioni negli Stati Uniti. Nel 2016 le opere di Al Saleh, con simboli di teschi e ossa, sono state incluse in una mostra collettiva di artisti degli Emirati a Kreuzberg, Berlino, intitolata Art Nomads - Made in the Emirates.

## Opere
Una delle prime vendite di Al Saleh fu un dittico intitolato The Couple che fu venduto alla Barjeel Art Foundation di Sharja. The Couple raffigura un maschio e uno scheletro femminile vestito con abiti tradizionali da sposa che si basava su una vera coppia morta.
Il suo dipinto On a Diet presenta uno scheletro femminile seduto mentre mangia. È un commento sulla dieta, i disordini alimentari e come il desiderio di perdere peso influisce sulle giovani donne negli Emirati Arabi Uniti. Mummy and I raffigura una madre, coperta da un'Abaya (indumento) nero e una sciarpa mentre stringe il suo bambino. Il dipinto è basato su storie di madri quando gli Emirati Arabi Uniti ottennero l'indipendenza nel 1971.
Nel 2010, ha partecipato a una mostra di giocattoli personalizzati presso il Dubai International Financial Centre come una dei 100 artisti che hanno aggiunto tocchi individuali a una statuina bianca alta 20 cm. La sua aggiunta era uno scheletro che indossava un kefiah e cuffie che rappresentavano la tradizionale danza Yowla.
Nel 2011, la Dubai Culture & Arts Authority ha commissionato ad Al Saleh un'installazione mista alla Sikka Art Fair.
Al Saleh fa parte dei 21 artisti che hanno contribuito alla mostra degli Emirati Arabi Uniti presentata in occasione delle celebrazioni della Giornata Nazionale del 2012. La mostra ha reso omaggio all'influenza marittima sulla cultura degli Emirati e il contributo di Al Saleh ha visto la raffigurazione di scheletri di pesci.
Nel novembre 2014, Al Saleh ha contribuito a Promesse, una mostra in cui a 16 artisti è stato chiesto di riprodurre gli orologi Baume & Mercier. Lo stesso anno, il suo dipinto Money Doesnt Float della sua mostra The Dara Chronicles è stato messo all'asta alla Bonhams a Londra.

## The Dara Chronicles
Nel 2013, Al Saleh ha presentato la sua terza mostra personale, The Dara Chronicles, alla The Ara Gallery nel centro di Dubai. La mostra conteneva dipinti digitali e stampe miste con raggi X e valigie vintage. La mostra è stata ispirata dalle storie che ha sentito da suo nonno sull'esplosione di MV Dara del 1961. Suo nonno era sopravvissuto all'incidente.
L'inizio della mostra includeva un breve video con filmati girati durante le immersioni nel sito di MV Dara. Per realizzare la mostra, Al Saleh ha partecipato a un'immersione esplorativa nel sito della tomba di Dara, dove ha disegnato i ritratti durante le immersioni subacquee utilizzando tele trattate resistenti all'acqua e uno speciale pastello per fare uno schizzo.
La sua ricerca includeva anche la lettura di lettere scritte dalla compagnia navale e dagli investigatori della polizia, nonché articoli di giornale e storie raccontate dai sopravvissuti. Le informazioni riguardanti l'evento erano divulgate dai media britannici e The Dara Chronicles ha fornito ulteriori informazioni sulle rare storie delle persone sopravvissute all'esplosione di MV Dara.